# Pollachius
A Pollachius a csontos halak (Osteichthyes) főosztályának a sugarasúszójú halak (Actinopterygii) osztályába, ezen belül a tőkehalalakúak (Gadiformes) rendjébe és a tőkehalfélék (Gadidae) családjába tartozó nem.

## Rendszerezés
A nembe az alábbi 2 faj tartozik:
- sávos tőkehal (Pollachius pollachius) (Linnaeus, 1758) - típusfaj
- fekete tőkehal (Pollachius virens) (Linnaeus, 1758)